# ژانگ یاون
ژانگ یاون (انگلیسی: Zhang Yawen؛ زادهٔ ۹ مارس ۱۹۸۵) بدمینتون‌باز اهل چین است.